# Jorge Paez
Jorge Paez (* 27. Oktober 1965 in Mexicali, Mexiko) ist ein ehemaliger mexikanischer Boxer im Federgewicht. Er wurde von Manuel Leal trainiert.

## Profi
Im November 1984 gab er erfolgreich sein Profidebüt. Am 4. August 1988 wurde er Weltmeister der IBF, als er Calvin Grove über 15 Runden durch Mehrheitsentscheidung besiegte. Diesen Gürtel verteidigte er Im Rückkampf gegen Calvin Grove, Louie Espinoza, Steve Cruz, Jose Mario Lopez, Lupe Gutierrez und Troy Dorsey.
Am 4. April 1990 gewann er die Titelvereinigung gegen WBO-Weltmeister Louie Espinoza, den er schon einmal besiegt hatte. Beide Gürtel verteidigte er im Juli desselben Jahres mit einem Unentschieden abermals gegen Troy Dorsey und verlor ihn 10 Monate später an Tony Lopez.